# Заборона будівництва мінаретів у Швейцарії

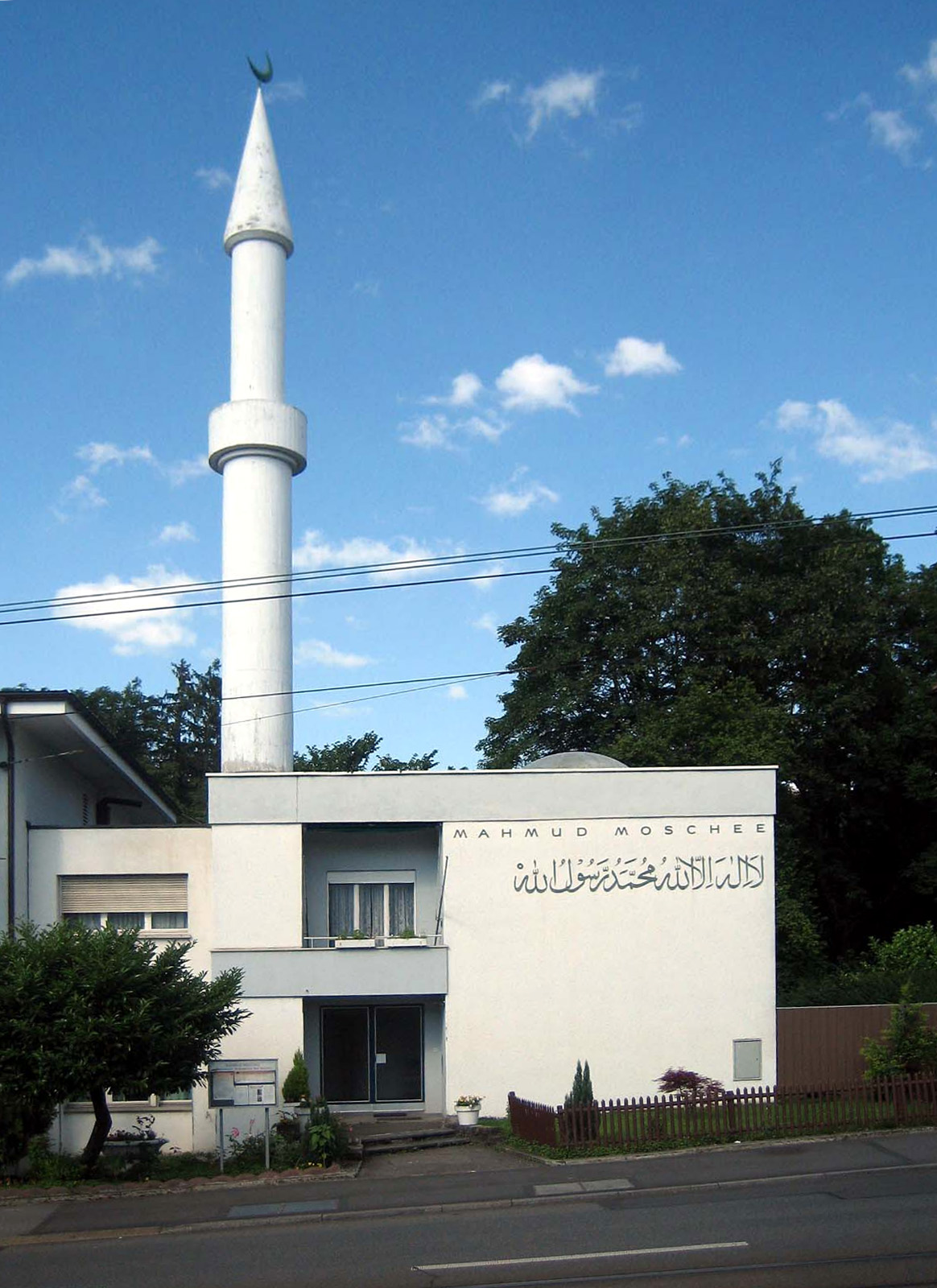
Мечеть із мінаретом у Цюриху

Заборона будівництва мінаретів у Швейцарії — результат референдуму про будівництво нових мінаретів у Швейцарії, який відбувся 29 листопада 2009 року. Проти спорудження нових мінаретів висловилося 57,5 % громадян, які взяли участь у голосуванні. Виборча явка при цьому склала 53 %.

## Передумови
Протягом 2000-х років у Швейцарії широко обговорювалася можливість запровадження заборони на будівництво мінаретів. Низка правих партій, включно зі Швейцарською народною партією та Федеральним демократичним союзом, виступила з ініціативою щодо зміни конституції Швейцарії та запровадження конституційної заборони на їхнє будівництво. Противники мінаретів убачали в них не релігійний, а політичний символ, і закликали не допустити ісламізації країни.

## Законодавчий аспект
Законодавство Швейцарії, на відміну від законодавств більшості інших європейських країн, допускає висування народних ініциатив зі зміни конституції та виставлення їх на референдум незалежно від того, чи схвалюються ці ініціативи парламентом країни. Тому проведення всенародного референдуму стало можливим попри негативне ставлення парламенту та уряду Швейцарії до ініціативи, що, на їхню думку, порушує основи демократії.

## Голосування

Агітаційний плакат перед референдумом щодо заборони будівництва мінаретів.

На всенародному референдумі з приводу цієї ініціативи, який відбувся 29 листопада 2009 року, поправка, що передбачала заборону на спорудження мінаретів, була прийнята за підтримки 57,5 % громадян, що брали участь у голосуванні. Лише чотири з 26 швейцарських кантонів, розташовані головним чином у франкомовній частині Швейцарії, відкинули цю ініціативу.
Станом на день референдуму у Швейцарії існували чотири мінарети при мечетях (у Цюриху, Женеві, Вінтертурі та Вангені-бай-Ольтен) і ще один перебував у процесі спорудження, та жоден з них не використовувався за призначенням відповідно до закону про тишу. Запроваджена заборона не поишрюється на існування цих мінаретів, також не запроваджується заборона на будівництво мечетей.

## Критика
Конституційна заборона на спорудження мінаретів зазнає критики з боку уряду й парламенту Швейцарії, правозахисних організацій та ієрархів католицької церкви, які вбачають у ньому порушення прав людини та свободи віросповідання. Зелена партія Швейцарії та швейцарські мусульманські громади мали намір оскаржити заборону на будівництво мінаретів у Європейському суді з прав людини в Страсбурзі.
Наприкінці листопада — на початку грудня 2009 року, імовірно на знак помсти, невідомі хакери завдали кібератак на близько 300 швейцарських сайтів, заповнивши їх написами проісламського характеру. У деяких мусульманських країнах лунали заклики виводити капітали та майно зі Швейцарії, а також бойкотувати товари швейцарських компаній, зокрема Swatch, Omega SA, Rolex, Lindt & Sprüngli та Nestlé. Висловлювалися думки, що виведення капіталів арабських і мусульманських країн зі швейцарських банків може негативно відбитися на економіці країни. 12 грудня 2009 року в Берні відбулася протестна демонстрація місцевих мусульман і їхніх однодумців проти ісламофобії, у якій взяло участь близько 800 осіб.

## Цікаві факти
- Французька права націоналістична партія Національний фронт була звинувачена в плагіаті авторами швейцарського плаката, що слугував для антиісламської агітації під час підготовки до референдуму. На швейцарському плакаті зображена мусульманка в нікабі на фоні прапора Швейцарії, що засіяний мінаретами. На французькому варіанті плаката також зображена мусульманка в нікабі, але замість прапора на задньому плані видно силует Франції та мінарети[8].
- За два тижні до початку референдуму Швейцарську народну партію залишив один із її членів Даніель Штрайх, публічно оголосивши про те, що він прийняв іслам ще 2007 року, але приховував це[9].

Історія Даніеля Штрайха ще деякий час циркулювала в соціальних мережах і мусульманських блогах, обростаючи новими подробицями, і насамкінець одержала другий подих на початку 2010 року, після публікації її переробленої версії в пакістанській газеті The Nation, де Даніель Штрайх був описаний як радикальний антиісламист і головний ініціатор референдуму про заборону будівництва мінаретів, який розкаявся та став «солдатом Ісламу». Цей фейк спершу підхопили численні ісламські новинні видання та телеканали, а згодом і російські ЗМІ, де з посиланням на них ця інформація повторювалася в різних інтерпретаціях.
Сам Даніель Штрайх ще 2007 року, за два роки до референдуму, залишив місце очільника ланки SVP в окрузі Грюєр на знак протесту проти зростаючих антиісламських настроїв у партії і не був організатором референдуму чи антиісламістом.